# Westville
Westville es un área no incorporada ubicada del condado de Kershaw en el estado estadounidense de Carolina del Sur.
Antes de Westville, era conocida como la Sección de Occidente. En 1888, residente John C. West aplicables para el establecimiento de una  oficina de correos y se convirtió en la primera administradora  de correo. Esta oficina de correos cambió oficialmente su nombre por el de Westville en 1890.
Westville se encuentra en U.S. Route 521 en Carolina del Sur, 16 kilómetros al norte de Camden. El  Westville la Estación de Bomberos abrió sus puertas en 1976, y la Westville fire tower es uno de los pocos que quedan en uso en todo el estado de Carolina del Sur.